# إد ووكر
إد ووكر (بالإنجليزية: Ed Walker)‏ هو لاعب كرة قدم أمريكية أمريكي، ولد في 25 مارس 1901 في جونسبورو في الولايات المتحدة، وتوفي في 16 يونيو 1972 في جاكسون في الولايات المتحدة.

## وصلات خارجية
- إد ووكر على موقع كلية كرة السلة في سبورتس رفرنس.كوم (الإنجليزية)